# Larry Scott
Larry Scott (Idaho, Estados Unidos, 12 de octubre de 1938-Salt Lake City, Utah, Estados Unidos, 8 de marzo de 2014) fue un fisicoculturista estadounidense.

## Historia
Scott era un mormón devoto, y estudió electrónica en el California Air College. Scott dijo que poseía algo de potencial genético cuando empezó a entrenar con las pesas en 1956; sus estrechos hombros fueron un punto débil. Ganó el Mister América en 1962 tanto en su clase como en la general, ganó el título de Mister Universo en 1964, y tuvo un papel secundario en la película Muscle Beach Party del mismo año, a lo que siguieron sus victorias en Mister Olympia en 1965 y 1966.
Se formó con Vince Gironda, otro culturista muy conocido de la época dorada. Scott destacó por el desarrollo de los brazos y por sus bíceps, inusualmente largos.
En sus últimos años vivió en Salt Lake City, Utah, donde dirigió su propia empresa de entrenamiento personal, y fabricó y vendió equipos de gimnasio y de salud, y suplementos deportivos. Fue incluido en el Salón de la Fama de la IFBB en 1999.

## Muerte
Larry Scott murió el 8 de marzo de 2014, debido a unas complicaciones por la enfermedad de Alzheimer. Residía en la ciudad de Salt Lake City, Utah, Estados Unidos.

## Historial de competiciones
- 1959: Mr. Idaho, ganador
- 1960: Mr. California - AAU, ganador
- 1960: Mr. California - AAU, Most Muscular, ganador
- 1960: Mr. Los Angeles - AAU, Most Muscular, tercer lugar
- 1960: Mr. Los Angeles - AAU, tercer lugar
- 1961: Mr. Pacific Coast - AAU, Most Muscular, ganador
- 1961: Mr. Pacific Coast - AAU, ganador
- 1962: Mr. America, Medium, ganador y Absoluto
- 1963: Mr. Universe, Medium, ganador
- 1964: Mr. Universe, Medium, ganador
- 1965: Mr. Olympia, ganador
- 1966: Mr. Olympia, ganador
- 1979: Canada Diamond Pro Cup, noveno lugar
- 1979: Grand Prix Vancouver, sin calificar